# 에릭 애덤스
에릭 리로이 애덤스(Eric Leroy Adams, 1960년 9월 1일 ~ )는 미국의 정치인으로 2022년 1월 1일부터 제110대 뉴욕 시장을 맡고 있다.
애덤스는 뉴욕 교통경찰과 뉴욕 경찰국에서 20년 이상 근무했으며, 경감 계급에서 은퇴했다. 2006년부터 2013년까지 뉴욕주 상원의원을 지냈으며, 브루클린에서 제20대 상원의원 선거구를 대표했다. 2013년 11월 애덤스는 브루클린 자치구의 구청장으로 선출되었다. 그는 2017년 11월에 재선되었고 그 직위를 가진 최초의 아프리카계 미국인이었다.
2020년 11월 17일, 애덤스는 뉴욕 시장을 위한 자신의 입후보를 발표했다. 초기 여론 조사에 따르면 애덤스는 2020년 민주당 대통령 선거 출마로 언론의 큰 관심과 높은 지명도로부터 이익을 얻은 앤드루 양 만을 뒤쫓았다. 2021년 7월 6일, AP통신은 애덤스를 2021년 민주당 시장 예비선거의 우승자로 선언하였다. 애덤스는 총선에서 공화당의 커티스 슬리와를 압도적 승리로 꺾었다.
애덤스는 2022년 1월 1일 자정 직후에 시장으로 취임하였다. 시장으로서 그는 범죄에 대한 강경한 접근 방식을 취했고 지난 정부에 의해 해체되었던 사복 경찰 부대를 다시 도입했다. 도시의 생활 수준을 향상시키기 위한 노력으로, 그는 증가하는 경찰력과 함께 지하철에서 자는 노숙자들에게 무관용 정책을 시행했다. 그는 기소된 최초의 현직 뉴욕 시장으로 외국인에게 기부금을 권유한 두 가지 혐의와 송금 사기, 공모 및 뇌물 수수 혐의를 받고 있었다. 2025년 4월 2일 애덤스에 대한 소송이 기각되었다.  

## 초기 생애와 교육
뉴욕 브루클린의 브라운스빌에서 태어난 애덤스는 6명의 자녀 중에 4째였다.  그의 모친 도로시 메이 애덤스스트리터는 가정부로 열심히 일했고 부친 리로이 애덤스는 정육점 주인이었다.  애덤스의 부모는 1950년대에 앨라배마주에서 뉴욕으로 이주하였다.
애덤스는 힘든 생활 환경 속에 브루클린의 부시윅에서 자라왔다.  그의 가족은 매우 가난했다.  1968년까지 그의 모친은 퀸스 자메이카에서 집을 사는 데 충분한 돈을 모았다.  소년으로서 에릭은 어쩌다 자동차 창문을 닦으면서 돈을 벌었다.
14세의 나이에 애덤스는 도전들을 향하고 무단 침입으로 체포되었다.  그는 소년원에서 며칠을 보냈으며 이 경험은 그에게 법의 집행에 가입하는 데 동기를 부여하였다.  지방 목사는 그가 내부에서 경찰 문화를 개혁하는 도움을 줄 수 있는 것을 제안하였다.
1979년 애덤스는 베이사이드 고등학교를 졸업하였다.  그는 대학에서 난독증에 걸렸던 것을 찾았을 때까지 성적에 어려움을 겪었다.  이 발견 후에 그는 자신의 성적을 거대하게 향상시켰다.  그는 뉴욕 공과 대학, 존 제이 형사사법대학과 매리스트 대학교로부터 학위들을 얻었다.  그는 이제 학교들에서 난독증 선별 검사를 지지한다.

## 경찰 경력
애덤스는 22세의 나이에 경찰관을 지냈다.  그는 뉴욕 교통경찰, 그러고나서 뉴욕 경찰국을 위하여 일했다.  그는 1984년 뉴욕 경찰 학교로부터 클래스에서 2등으로 졸업하였다.
뉴욕의 서로 다른 지역들에서 일했던 애덤스는 1990년대에 "수호자 대의회"를 지도하였다.  이것은 아프리카계 미국인 경찰관들을 위한 협회였다.

## 초기 정치 여정
1990년대에 애덤스는 정치에서 경력에 관하여 생각하기 시작했다.  그의 주요 목표는 뉴욕 시장이 되는 것이었다.  그는 1997년 민주당으로부터 공화당으로 자신의 정당을 바꾸었다.  2001년 그는 민주당으로 다시 전환했다.  애덤스는 당시 민주당원들로부터 자신이 부족한 리더십으로 느낀 것에 항의하는 방향으로 공화당에 입당했다고 말했다.

## 뉴욕주 상원 (2007년-2013년)
2006년 애덤스는 뉴욕주 상원을 위하여 출마하였다.  그는 4번이나 선거를 이기면서 상원을 지냈으며 제20상원 선거구를 대표하였다.  이 선거구는 브라운스빌과 크라운 하이츠 같은 브루클린의 이웃들의 일부들을 포함하였다.  그는 2013년까지 뉴욕주 상원을 지냈다.

## 브루클린 구청장 (2013년-2021년)

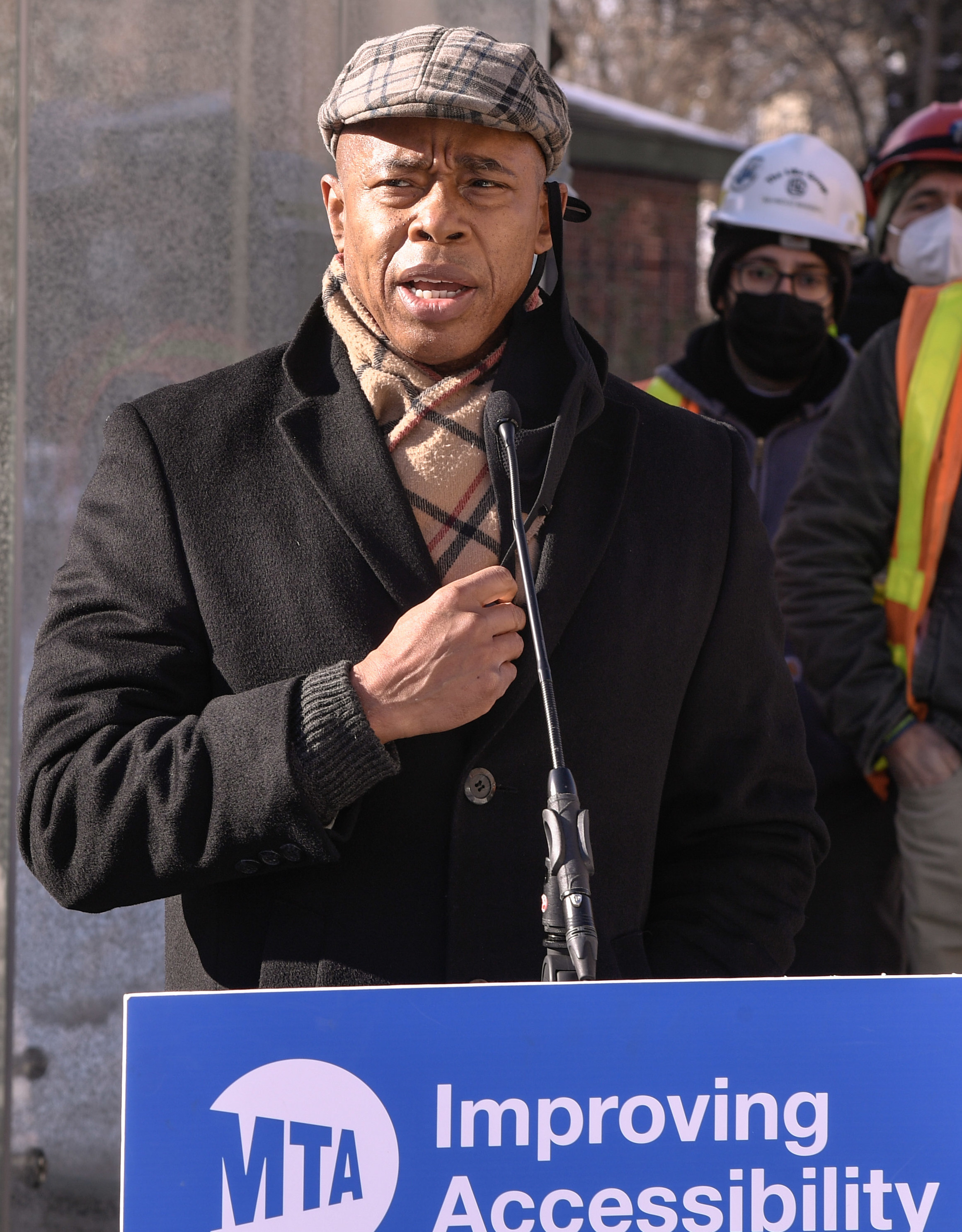
2020년의 애덤스

2013년 11월 5일 애덤스는 브루클린 구청장으로 선출되었다.  그는 90.8 퍼센트로 투표의 매우 높은 퍼센티지와 함께 이겼다.  이것은 그해 구청장을 위하여 다른 후보보다 더욱 많았다.  2017년 그는 재선되었으며 양선거에서 그는 민주당 예비 선거에서 무경쟁으로 출마하였다.

## 2021년 시장 선거

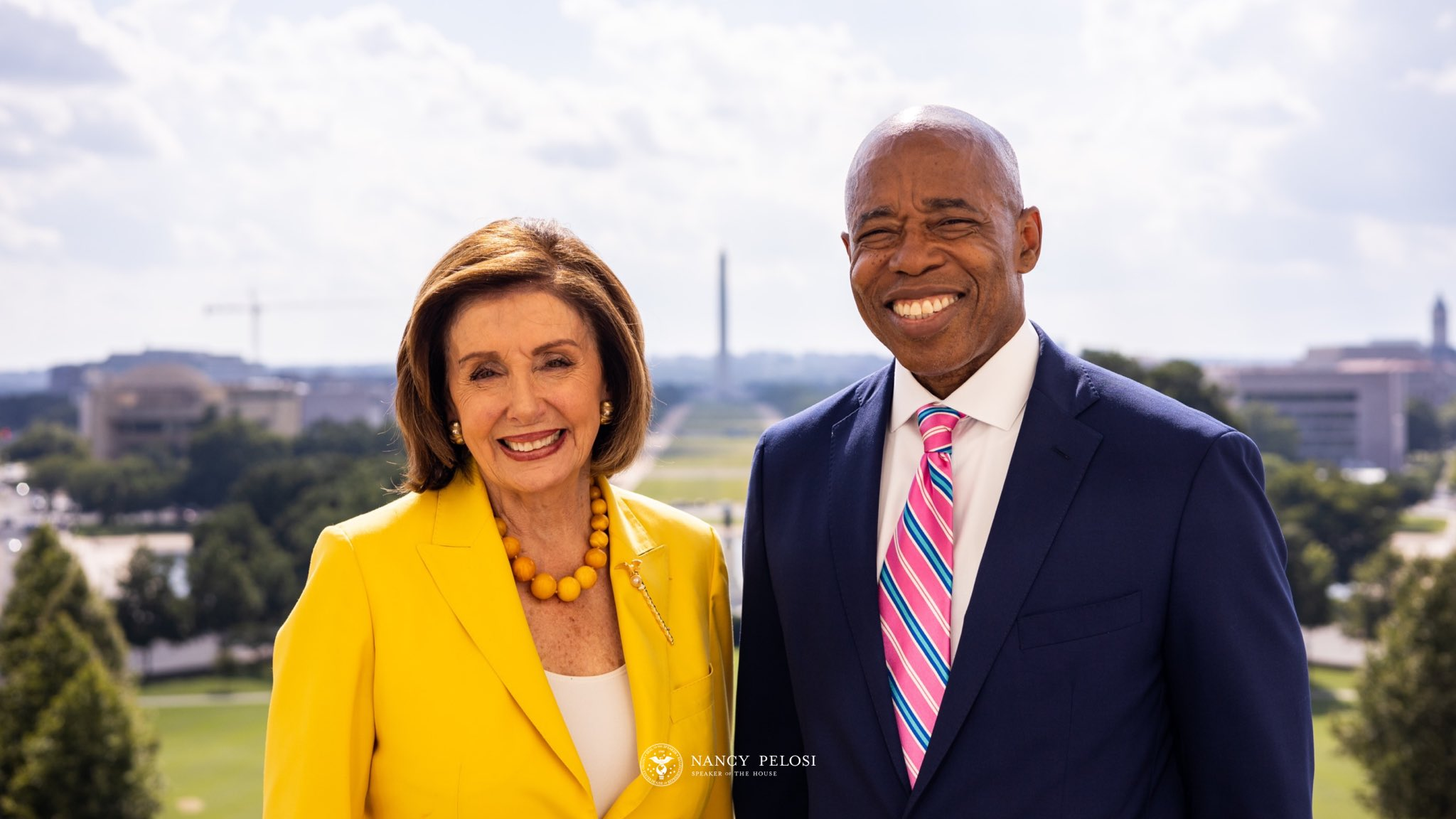
낸시 펠로시와 함께 (2021년 7월 12일)

2020년 11월 17일 애덤스는 자신이 뉴욕 시장을 위하여 출마할 것을 발표하였다.  그는 민주당 후보들 중에 최고 모금자들 중의 하나였다.
애덤스는 온건적 민주당원으로서 출마하였고 그의 캠페인은 도시를 더욱 안전하게 만드는 것에 전념하였다.  그는 경찰 개혁을 지지했으나 경찰 자금 지원 감소에는 반대했다.  공중 보건과 도시의 경제도 또한 그의 캠페인을 위한 중요한 문제들이었다.  그는 저소득층 가족들을 위하여 세금 공제와 공공 주택 개선 같은 아이디어들을 제출하였다.
애덤스는 총선에서 공화당 후보 커티스 슬리와를 상대로 출마하였다.  그는 이길 것으로 기대되었다.  2021년 11월 2일 애덤스는 제110대 뉴욕 시장으로 선출되었으며 투표의 67.4 퍼센트와 함께 이겼다.

## 뉴욕 시장 (2022년-현재)

### 첫 100일

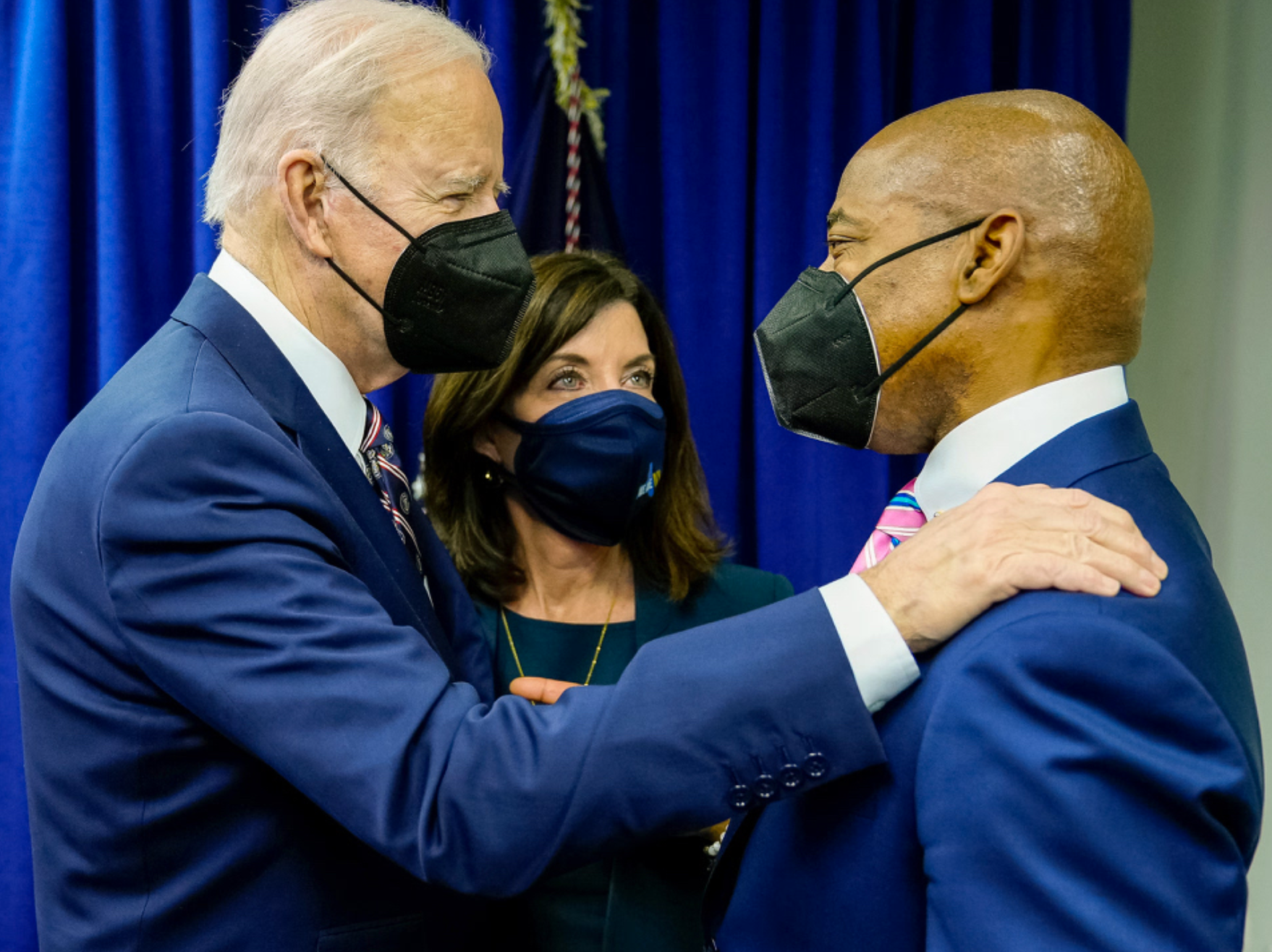
조 바이든 대통령과 뉴욕주지사 캐시 호컬과 함께

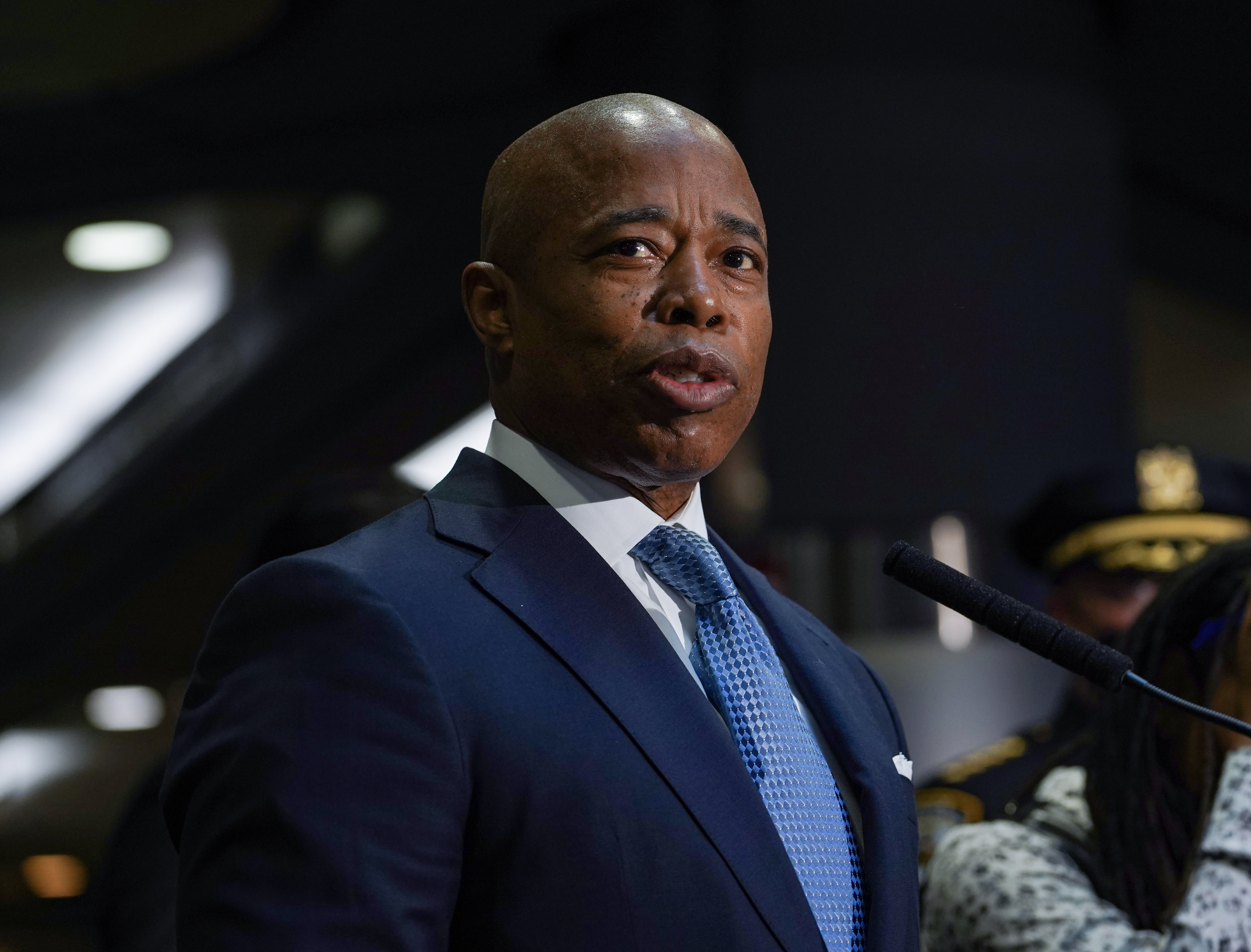
지하철 안전 계획에 관한 연설을 하는 애덤스 시장 (2022년 2월)

2022년 1월 1일 뉴욕 시장이 된 애덤스는 겨우 타임스 스퀘어 볼 후에 선서되었다.  그는 최근에 사망한 모친 도로시의 사진을 들었다.  그는 데이비드 딩킨스에 이어 뉴욕의 두번째 아프리카계 미국인 시장이다.
시장이 된지 곧 후에 애덤스는 지하철 시스템에서 노숙 문제 해결을 위한 정책을 시작하였다.  경찰관과 장애 전문가들이 함께 일했으며 그들은 노숙자들이 지하철역들로부터 보호소 혹은 시설들로 옮기는 도움을 주었다.
애덤스 행정부는 또한 노숙인 텐트촌들을 철거하는 데 일하기도 했다.
2022년 2월 대략 1,430명의 뉴욕 노동자들이 해고되었다.  이것은 그들이 코로나 19 범유행에 예방 접종을 맞지 않았기 때문에 일어났다.  애덤스는 이전 시장에 의하여 시작되었던 이 예방 접종 규칙을 지켰다.  3월에 애덤스는 실내 장소들을 위하여 도시의 예방 접종 규칙을 끝냈다.  그는 공립학교들에서 마스크를 쓰는 규칙을 끝냈다.
애덤스 시장은 뉴욕에서 회사들에게 그들의 직원들이 직무들로 돌아가도록 의문하였다.  그는 "당신은 하루 종일 당신의 잠옷과 함께 집에 머물 수 없습니다"고 말했다.  그는 사무실에서 일하는 사람들이 지방 기업들에 도움을 주는 것을 설명하였다.  이것은 도시에서 모든 사람이 계속 고용되는 것에 도움을 준다.

### 2022년의 나머지

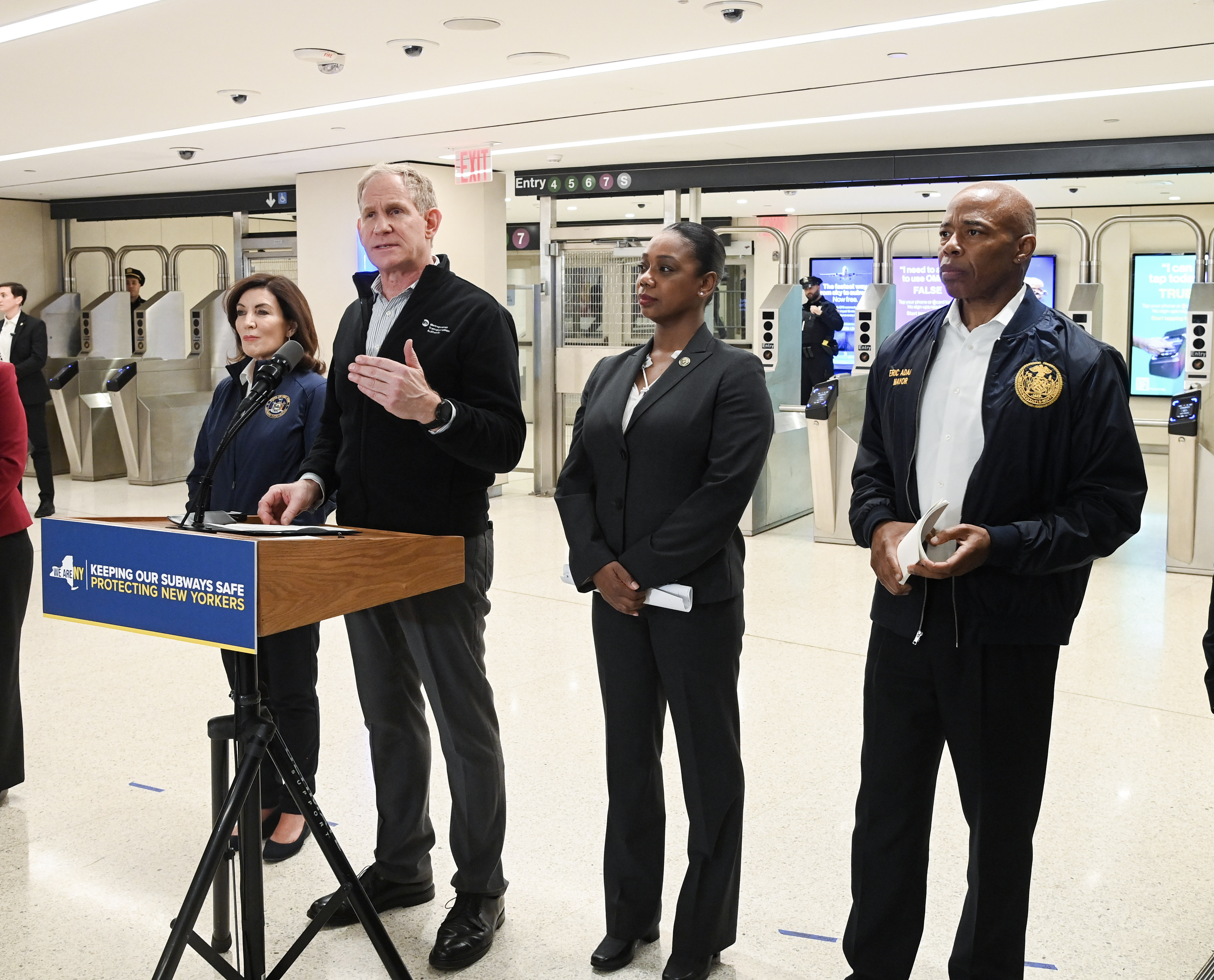
캐시 호컬 주지사, MTA 의장 재노 리버, 경찰총감 키천트 슈얼과 함께

2022년 6월 애덤스는 적정 주택을 위한 자신의 계획을 나누었다.  어떤 시민들은 계획이 충분히 상세하지 않은 것으로 느껴졌다.  그것은 더욱 많은 주택들을 건설하는 데 특정한 지역 재조정 변화들을 제안하지 않았다.
뉴욕은 플로리다주와 텍사스주로부터 많은 망명 신청자들을 받았다.  애덤스는 랜들스 아일랜드에 그들을 위하여 특별한 텐트촌들을 세우는 계획을 세웠다.  대략 한달 후에 텐트촌은 폐쇄되었다.  이주자들은 다운타운 맨해튼에 있는 호텔들로 옮겨졌다.
2022년 후순에 애덤스는 정신병자들을 돕는 노력을 발표하였다.  이 정책은 경찰과 간병인들이 자기 돌봄을 할 수 없는 사람들을 도울 수 있도록 허용한다.  그들은 도움을 위하여 정신 병원으로 데려가질 수 있다.  이것은 직접적인 위험이 아니더라도 그들이나 다른이들에게 적용된다.

### 2023년

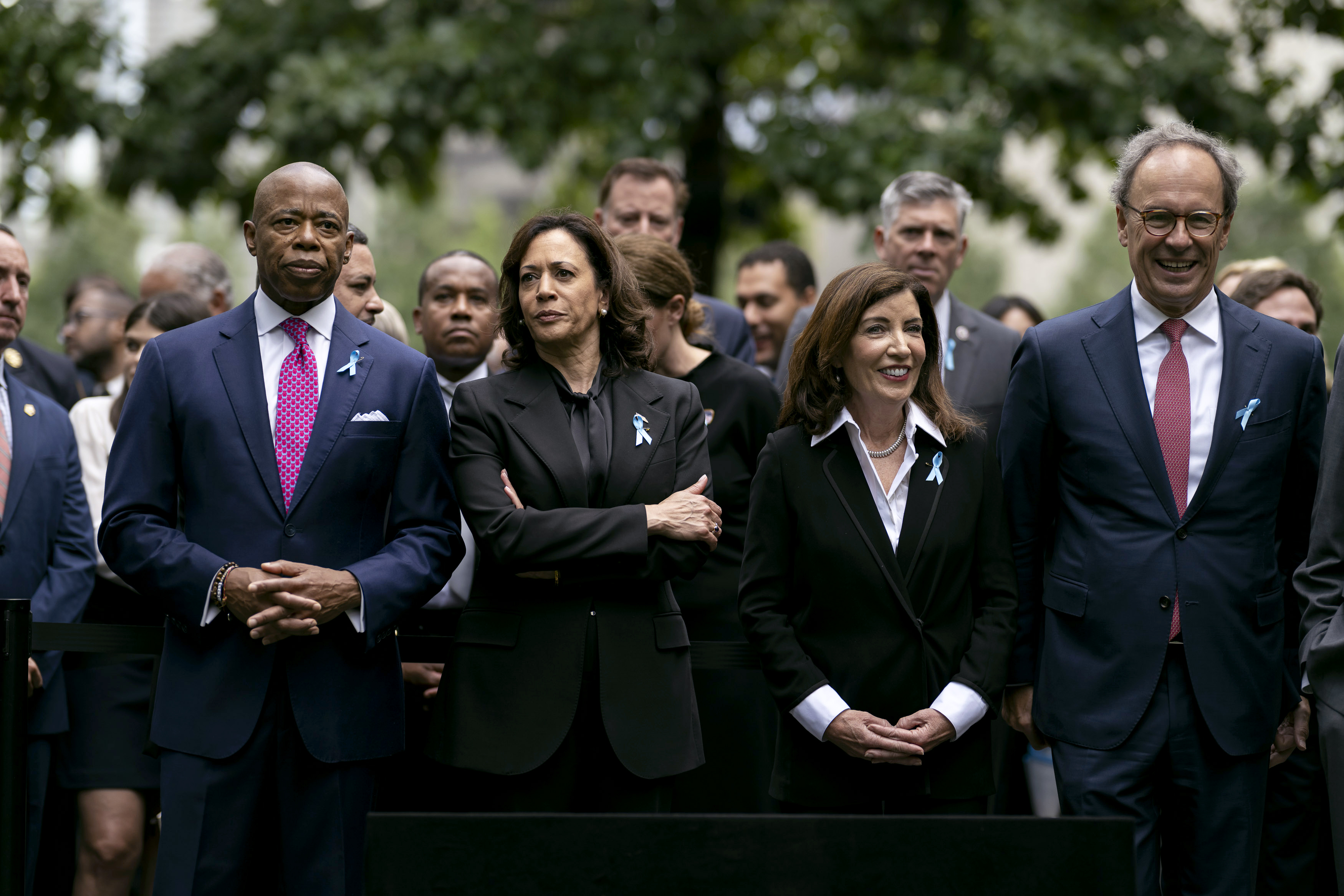
911 테러 22주년을 맞은 날 카멀라 해리스 부통령과 함께 (2023년 9월 11일)

2023년 3월 도시는 텅 비어있는 사무소 건물들을 "저렴한" 아파트로 바꾸는 계획을 세웠다.  이것은 많은 사무소 건물들이 비어져 있었기 때문이다.  애덤스는 어떤 아파트들이 기숙사 같거나 창문들이 필요없다는 것을 제안하였다.
2022년과 2023년 애덤스와 도시의 노조들은 계획에 동의하였다.  이 계획은 도시의 퇴직자들을 전통적 메디케어로부터 새로운 개인적 메디케어 어드밴티지 플랜으로 옮기려고 했다.  많은 퇴직자들은 이 협정에 항의하였다.
2023년 애덤스 행정부는 이주자의 114 가구에게 도움을 주는 돈을 썼다.  이 가족들은 미국의 남부 경계 지방으로부터 뉴욕에 입주하였다.  그들은 다른 국가 혹은 주들로 강제 이주되었다.
2023년 7월 뉴욕 이주자 주택 위기가 일어난 동안 애덤스는 뉴욕이 공간과 자원이 부족했다고 말했다.  이것은 이주자들의 큰 수가 도착하고 있었기 때문이었다.
6월 23일 애덤스는 주택 바우처에 관한 법안에 거부권을 행사하였다.  이 법안은 더욱 많은 노숙 가족들을 도움을 위하여 적격으로 만들었을 것이다.  시의회는 이후에 그의 거부권을 무효화하는 데 투표하였다.  이것은 마이클 블룸버그가 시장이었던 이래 시의회가 시장의 거부권을 무효화하는 데 처음이었다.

### 2024년

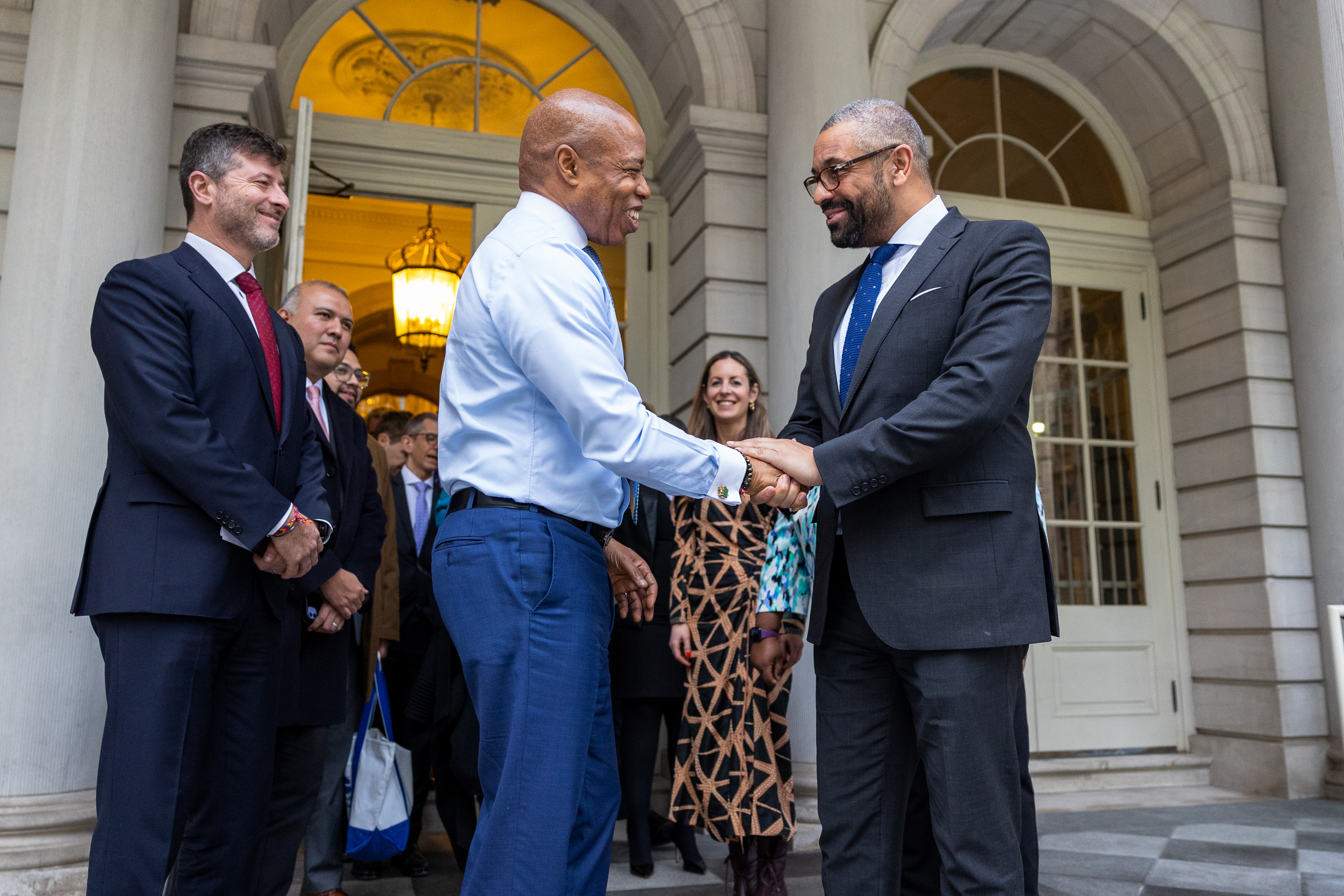
영국의 보수당 정치인 제임스 클레벌리를 맞이하는 애덤스 시장 (2024년 2월)

2024년 1월 30일 뉴욕 시의회는 애덤스 시장의 또다른 거부권을 무효화하는 데 투표하였다.  이것은 "How Many Stops" 법을 위해서였다.  이 새로운 법률은 도시의 감옥들에서 독방 감금을 제한시킨다.  그것은 또한 대중과 함께 상호 작용 중 상세한 내용을 적어두는 데 경찰들을 요구한다.
애덤스는 "City of Yes"로 불린 뉴욕의 토지 사용 규제로 변화들을 흥행하였다.  계획의 첫 부분은 2023년 12월에 찬성되었다.  그것은 환경 친화적인 건물 수리를 하는 데 더욱 쉽게 만든다.  2024년 6월에 찬성된 두번째 부분은 기업들에게 더욱 많은 유연성을 제공한다.  2024년 12월에 계획된 3번째 부분은 모든 이웃에서 더욱 많은 주택을 허용하는 데 목표를 둔다.  지지자들은 그것이 뉴욕의 주택 부족과 함께 도움을 준다고 말한다.
2024년 애덤스는 뉴욕 헌장으로 변화들을 제안하는 위원회를 창조하였다.  이 변화들은 11월에 투표될 예정이었다.  어떤 비평가들은 제안들이 시의회의 권력을 제한시키는 데 디자인되었다고 말했다.

## 사생활
애덤스는 전혀 결혼하지 않았다.  그는 자신의 전 애인 크리시나 콜먼으로부터 단 하나의 아들 조던 콜먼 애덤스를 두었다.  그의 아들은 영화제작자이자 텔레비전 배우이다.  애덤스는 현재 트레이시 콜린스와 연애 중이다.  그녀는 뉴욕 교육부를 위하여 연장 청소년 개발국장이다.
애덤스는 비종파적 기독교인이다.  2023년 9월 그는 프린스 홀 프리메이슨이 되었다.  그는 마하트마 간디가 자신에게 영감을 주었다고 말했다.

### 식물성 식단
2016년 애덤스는 자신의 식단을 식물성으로 바꾸었다.  그는 자신이 제2형 당뇨병과 진단된 후 그렇게 했다.  2020년 10월 애덤스는 〈Healthy at Last〉라 불리는 요리책을 출판하였다.  이 책은 그의 건강 여정을 나누고 식물성 식단을 흥행한다.  그는 또한 2021년 〈Brotha Vegan〉으로 불린 또 다른 책으로 기여하였다.

## 역대 선거 결과
| 선거명      | 직책명                 | 대수  | 정당   | 득표율 | 득표수    | 결과 | 당락                 |
| ----------- | ---------------------- | ----- | ------ | ------ | --------- | ---- | -------------------- |
| 2006년 선거 | 상원의원 (뉴욕 제20부) | 197대 | 민주당 | 97.55% | 38,713표  | 1위  | 뉴욕 주의원 당선     |
| 2008년 선거 | 상원의원 (뉴욕 제20부) | 198대 | 민주당 | 93.06% | 79,000표  | 1위  | 뉴욕 주의원 당선     |
| 2010년 선거 | 상원의원 (뉴욕 제20부) | 199대 | 민주당 | 92.19% | 51,598표  | 1위  | 뉴욕 주의원 당선     |
| 2012년 선거 | 상원의원 (뉴욕 제20부) | 200대 | 민주당 | 95.68% | 81,110표  | 1위  | 뉴욕 주의원 당선     |
| 2013년 선거 | 브루클린 구청장        | 18대  | 민주당 | 90.66% | 261,492표 | 1위  | 브루클린 구청장 당선 |
| 2017년 선거 | 브루클린 구청장        | 18대  | 민주당 | 82.95% | 278,488표 | 1위  | 브루클린 구청장 당선 |
| 2021년 선거 | 뉴욕 시장              | 110대 | 민주당 | 66.99% | 753,801표 | 1위  | 뉴욕 시장 당선       |